# See-Saw Films
See-Saw Films est une société de production indépendante anglo-australienne créée en 2008 par Iain Canning et Emile Sherman et basée à Londres et à Sydney.

## Historique
En mars 2025, le conglomérat médiatique français Mediawan a acquis une participation majoritaire de 51 % dans See-Saw Films dans le cadre d'un accord en espèces et en actions pour un montant non divulgué,.

## Filmographie
- 2009 : Linear
- 2010 : The Kings of Mykonos
- 2010 : Le Discours d'un roi (The King's Speech)
- 2010 : Oranges and Sunshine
- 2011 : Shame
- 2012 : Dead Europe
- 2013 : Tracks
- 2013 : Top of the Lake
- 2017 : Mary Magdalene de Garth Davis
- 2022 : The Son de Florian Zeller
- 2022-présent : Heartstopper (série TV)
- 2023 : Une vie (One Life) de James Hawes

## Fulcrum
See-Saw s'est associé avec Sharon Menzies pour créer Fulcrum Media Finance en 2008, dans l'objectif de faciliter le transfert d'argent entre le Royaume-Uni, l'Australie et la Nouvelle-Zélande. Fulcrum a pour sa part produit plusieurs films :
- 2010 : Animal Kingdom
- 2010 : Oranges and Sunshine
- 2010 : Sleeping Beauty
- 2011 : Les Crimes de Snowtown
- 2011 : The Hunter
- 2011 : The Deep Blue Sea
- 2013 : Top of the Lake